# Liste des sites classés et inscrits de la Vendée
Cet article recense les sites classés et inscrits en Vendée, en France.

## Listes

### Méthodologie
Les données compilées ci-dessous proviennent de la DREAL des Pays de la Loire, données mises à jour en 2021,. La date correspond à celle de la première protection du site (par arrêté ou décret). Les coordonnées sont celles du barycentre de la surface protégée.

### Sites classés
Le tableau suivant recense les sites classés de Vendée en 2023.
| Site                                                         | Commune(s) | Date               | Superficie (ha) | Critères / Notes                                                                                                   | Coordonnées                        | Photo             |
| ------------------------------------------------------------ | --- | ------------------ | --------------- | --- | ---------------------------------- | ----------------- |
| Fontaine Saint-Gré                                           | Avrillé | 4 mai 1934         | 0,01            | | 46° 27′ 36″ nord, 1° 29′ 06″ ouest |                   |
| Passage du Gois, île de la Crosnière et polder de Sebastopol | Barbâtre, Beauvoir-sur-Mer | 2 novembre 2017    | 1 527,22        | Historique, pittoresque                                                                                            | 46° 55′ 12″ nord, 2° 06′ 29″ ouest |                   |
| Allée de chênes du Deffend                                   | Bellevigny | 5 janvier 1938     | 0,3             | | 46° 45′ 25″ nord, 1° 25′ 34″ ouest |                   |
| Marais mouillé poitevin                                      | Benet, Bouillé-Courdault, Damvix, Doix lès Fontaines, Liez, Maillé, Maillezais, Le Mazeau, Saint-Pierre-le-Vieux, Saint-Sigismond | 9 mai 2003         | 10 086,66       | Pittoresque, scientifique Une partie du marais est inscrite ; le classement s'étend également sur les Deux-Sèvres. | 46° 21′ 32″ nord, 0° 43′ 34″ ouest |                   |
| Chêne de Saint-Raymond                                       | Bourneau | 25 août 1933       | 0,01            | | 46° 32′ 13″ nord, 0° 49′ 08″ ouest |                   |
| Dunes du Jaunay et de la Sauzaie                             | Bretignolles-sur-Mer, Givrand, Saint-Gilles-Croix-de-Vie                                                                          | 23 avril 1997      | 658,1           | Pittoresque, scientifique Les dunes forment également un site Natura 2000.                                         | 46° 39′ 50″ nord, 1° 54′ 47″ ouest |                   |
| Forêt d'Olonne et havre de la Gachère                        | Bretignolles-sur-Mer, Les Sables-d'Olonne                                                                                         | 4 juillet 1983     | 1 222,3         | Pittoresque | 46° 33′ 29″ nord, 1° 49′ 34″ ouest |                   |
| Mont des Alouettes                                           | Les Herbiers | 23 octobre 1933    | 19,3            | | 46° 53′ 46″ nord, 1° 00′ 40″ ouest |                   |
| Bois de la citadelle de l'île d'Yeu                          | L'Île-d'Yeu | 23 juin 1938       | 13,7            | La protection ne concerne que le bois de pins entourant la citadelle, mais pas l'édifice en lui-même.              | 46° 43′ 08″ nord, 2° 21′ 25″ ouest |                   |
| Côte sauvage de l'île d'Yeu                                  | L'Île-d'Yeu | 3 mai 1995         | 2 055,4         | Pittoresque, historique, scientifique                                                                              | 46° 42′ 25″ nord, 2° 20′ 24″ ouest |                   |
| Pointe du Payré, marais et bois du Veillon                   | Jard-sur-Mer, Talmont-Saint-Hilaire                                                                                               | 5 novembre 1976    | 1 031,9         | | 46° 25′ 59″ nord, 1° 38′ 17″ ouest |                   |
| Moulin et chapelle votive du maréchal de Lattre de Tassigny  | Mouilleron-Saint-Germain | 23 septembre 1957  | 0,01            | | 46° 40′ 23″ nord, 0° 49′ 44″ ouest |                   |
| Bois de la Blanche                                           | Noirmoutier-en-l'Île | 18 février 1981    | 55,2            | Pittoresque Comprend l'ancienne abbaye Notre-Dame de la Blanche                                                    | 47° 01′ 30″ nord, 2° 16′ 19″ ouest |                   |
| Bois de la Chaize                                            | Noirmoutier-en-l'Île | 19 décembre 1928   | 19,1            | Partie domaniale du bois                                                                                           | 47° 00′ 32″ nord, 2° 13′ 12″ ouest |                   |
| Corniche vendéenne                                           | Saint-Hilaire-de-Riez | 30 novembre 1926   | 3,8             | | 46° 41′ 42″ nord, 1° 58′ 08″ ouest |                   |
| Chêne de la Mainborgère                                      | Saint-Hilaire-le-Vouhis | 22 août 1934       | 0,01            | | 46° 41′ 06″ nord, 1° 07′ 16″ ouest | chene_mainborgere |
| Chêne du Veillon                                             | Talmont-Saint-Hilaire | 1er septembre 1933 | 0,01            | | 46° 26′ 24″ nord, 1° 39′ 07″ ouest |                   |

### Sites inscrits
Le tableau suivant recense les sites inscrits de Vendée.
| Site                                                                  | Commune(s)                                                    | Date              | Superficie (ha) | Notes | Coordonnées                        | Photo |
| --------------------------------------------------------------------- | ------------------------------------------------------------- | ----------------- | --------------- | --- | ---------------------------------- | ----- |
| Ville de Vouvant et vallée de la Mère                                 | Antigny, Vouvant                                              | 13 février 1985   | 303,8           | | 46° 33′ 58″ nord, 0° 46′ 23″ ouest |       |
| Port du Bec                                                           | Beauvoir-sur-Mer, Bouin                                       | 11 décembre 1942  | 12              | | 46° 56′ 13″ nord, 2° 04′ 26″ ouest |       |
| Marais mouillé poitevin                                               | Benet, Bouillé-Courdault, Doix lès Fontaines, Liez, Le Mazeau | 21 juillet 2003   | 100,82          | La protection comprend les villages du marais mouillé poitevin situés au cœur du site classé.                                                                     | 46° 21′ 43″ nord, 0° 41′ 17″ ouest |       |
| Bois des Éloux et de la Mougendrie                                    | L'Épine, La Guérinière                                        | 22 septembre 1972 | 53,4            | | 46° 57′ 58″ nord, 2° 15′ 58″ ouest |       |
| Château de la Bralière et son parc                                    | Essarts en Bocage                                             | 30 septembre 1975 | 23,7            | Ancienne commune de Boulogne | 46° 47′ 56″ nord, 1° 18′ 50″ ouest |       |
| Château des Essarts et son parc                                       | Essarts en Bocage                                             | 18 mai 1967       | 26,9            | Ancienne commune des Essarts Château : Inscrit MH (1962) | 46° 46′ 30″ nord, 1° 13′ 23″ ouest |       |
| Mont des Alouettes                                                    | Les Herbiers                                                  | 24 octobre 1933   | 17,6            | | 46° 53′ 35″ nord, 1° 00′ 54″ ouest |       |
| Île d'Yeu                                                             | L'Île-d'Yeu                                                   | 11 août 1977      | 1 563,3         | La totalité de l'île d'Yeu qui n'est pas classée forme un site inscrit.                                                                                           | 46° 42′ 40″ nord, 2° 20′ 24″ ouest |       |
| Marais et villages du Veillon                                         | Jard-sur-Mer, Talmont-Saint-Hilaire                           | 15 mai 1975       | 1 225,8         | Ensemble formé par les marais du Veillon, de la Guittière et de la Vinière, et les villages des Hautes-Mer, des Eaux, de La Guittière, d'Ilaude et de La Vinière. | 46° 26′ 38″ nord, 1° 38′ 06″ ouest |       |
| Moulin de la Garde                                                    | La Jonchère                                                   | 27 janvier 1932   | 0,3             | | 46° 25′ 44″ nord, 1° 23′ 42″ ouest |       |
| Vallée de Mervent                                                     | Mervent                                                       | 25 octobre 1955   | 34,7            | Rives de Vendée le long du lac du barrage de Mervent. | 46° 31′ 12″ nord, 0° 45′ 40″ ouest |       |
| Vieux château de Montaigu                                             | Montaigu-Vendée                                               | 10 avril 1952     | 3,5             | Château : Inscrit MH (2011) | 46° 58′ 34″ nord, 1° 18′ 43″ ouest |       |
| Château de Soubise et son parc                                        | Mouchamps, Vendrennes                                         | 5 janvier 1977    | 222,7           | Château : Classé MH (1989) | 46° 48′ 40″ nord, 1° 05′ 02″ ouest |       |
| Abords du moulin et chapelle votive du maréchal de Lattre de Tassigny | Mouilleron-Saint-Germain                                      | 23 septembre 1957 | 50,9            | | 46° 40′ 16″ nord, 0° 49′ 44″ ouest |       |
| Plage et dunes de Luzéronde                                           | Noirmoutier-en-l'Île                                          | 19 août 1976      | 140,5           | | 47° 00′ 07″ nord, 2° 17′ 31″ ouest |       |
| Château de la Métairie et son parc                                    | Le Poiré-sur-Vie                                              | 10 février 1972   | 8,1             | | 46° 48′ 07″ nord, 1° 29′ 53″ ouest |       |
| Site de Rocheservière                                                 | Rocheservière                                                 | 20 mars 1974      | 128,1           | | 46° 55′ 44″ nord, 1° 30′ 29″ ouest |       |